# المقراء (حرض)

تعديل مصدري - تعديل

المقراء هي إحدى قرى عزلة الشعاب بمديرية حرض التابعة لمحافظة حجة، بلغ تعداد سكانها 547 نسمة حسب تعداد اليمن لعام 2004.